# Chhetri
Die Chhetri, Kshetri, Kshetry, Kshetriya sind eine Hindukaste in Nepal und Indien. Sie entsprechen den indischen Kshatriya, der Kriegerkaste. Zusammen mit den Brahmanen stehen die Chhetri an der Spitze der nepalesischen Kastengesellschaft. Sie sind in ganz Nepal verbreitet und fast ausschließlich Hindus. Offizielle Zahlen gibt es nicht, da die nepalesische Volkszählung die Kaste nicht erfasst. Den Chhetris entstammt die ehemalige nepalesische Königsfamilie und der nepalesische Adel.
Nach dem nepalischen Gesetzbuch „Muluki Ain“ von 1854 gelten die Kshetris als „Zweimalgeborene“ (dvija) Hindus und tragen daher  die Heilige Schnur.

## Kshetri/Chhetri Familiennamen
Adhikari, Bagale, Baruwal, Bohara, Basnyat/Basnet, Bhandari, Bista/Bisht, Budha, Budhathoki, Bogati, Chauhan, Chhetri/Chhettri, Chiluwal, Dulal, Deuja, Godar, Kalikote, Karki, Katawal, Kadayat, Kathayat, Khabatari/Khapatari, Khadka, Khatri/Khatri Chhetri (K.C.), Khulal, Kshetri/Kshettry, Kunwar/Kanwar, Mahat, Mahatara, Marhattha, Pande/Pandey, Punwar, Rana, Ranabhat, Rathor, Raut, Rawat, Rawal, Raya, Rayamajhi, Rokaya/Rokka, Silwal, Singh, Suyal, Sijapati, Tandon, Thapa etc.

## Etymologie
Chhetri ist eine direkte Ableitung für das Sanskrit-Wort Kshatriya.